# 목포 석현동 지석묘군 Ⅱ
목포 석현지석묘군 Ⅱ는 전라남도 목포시 석현동에 있다. 2012년 5월 21일 목포시의 문화유산 제15호로 지정되었다.

## 개요
지석묘는 석현마을과 신지마을의 경계에 해당하는 고개마루 정상부에 위치한다. 이 고개마루 정상부를 중심으로 밭과 대나무 숲, 집 안에 8기의 지석묘가 군집되어 있는데 이중 4기는 대나무 숲속에 있어서 확인할 수 없었다. 고개마루에서 확인된 3기는 가장 큰 지석묘(4호)를 중심으로 서쪽에 5호, 동쪽에 3호가 동-서방향으로 군집되어 있다. 8호 지석묘는 석현마을길 97번지 마당에 위치하는데 지석묘 하부는 전체적으로 시멘트가 발라져 있어 하부구조를 파악하기 어렵다.